# Parzymiechy
Parzymiechy is een dorp in de Poolse woiwodschap Silezië. De plaats maakt deel uit van de gemeente Lipie en telt 740 inwoners.